# Haya Harareet
Haya Harareet ou Hararit (en hébreu : חיה הררית), originellement Neuberg, est une actrice et scénariste israélienne née le 20 septembre 1931 à Haïfa, en Palestine mandataire et morte le 3 février 2021 à Marlow au Royaume-Uni.

## Biographie
Née en Palestine mandataire avant la création de l'État israélien dans la ville de Haïfa, elle est la fille aînée de Reuven et Yocheved Neuberg qui avaient immigré de Pologne à l'adolescence. Elle grandit et fait ses études à Haïfa. Son père est fonctionnaire du gouvernement pendant de nombreuses années. À l'école, son nom est changé en Hararit puis par la MGM en Harareet (qui signifie « montagneux » ou « des montagnes » en hébreu).
Enfant, elle est membre de la fanfare Maccabi et lors de son service militaire qu'elle débute à 17 ans, elle sert dans la fanfare de la Marine israélienne.

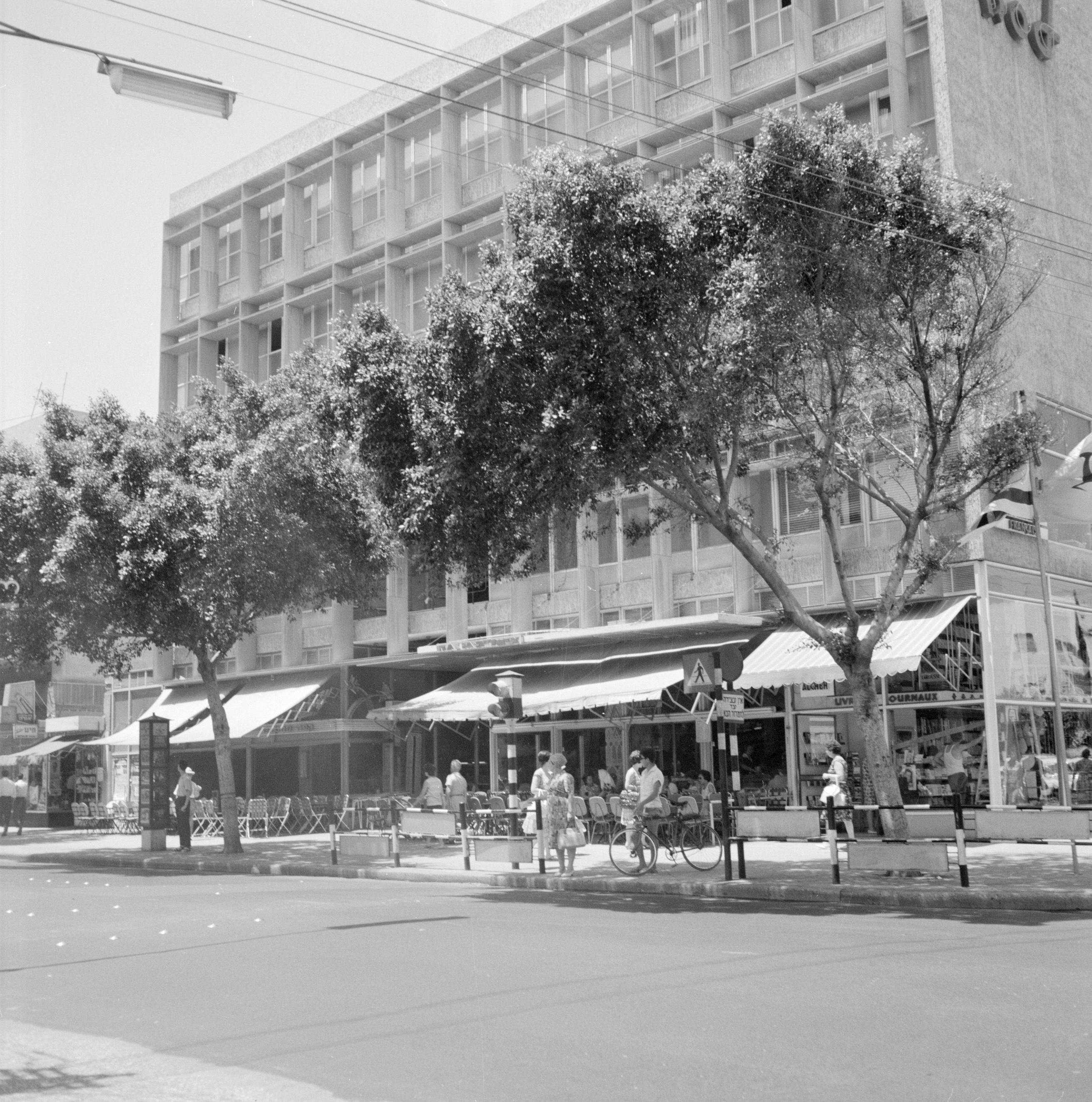
Théâtre Kameri de Tel Aviv, 1964

Jeune fille, elle se fait d'abord distinguer en remportant l'un des premiers concours de beauté dans l'Israël naissant.
Elle fréquente l'école dramatique du théâtre Cameri à Tel Aviv puis fait ses débuts dans un court métrage à la télévision. Elle obtient son premier rôle au cinéma dans Hill 24 Does Not Answer (titre original : Giv'a 24 Eina Ona), dirigé par le réalisateur britannique Thorold Dickinson, film anglo-israélien phare, en langue anglaise, première production de long métrage à être tournée et produite entièrement en Israël, et destinée à une distribution internationale. Elle y joue Miriam Mizrahi, une Palestinienne sabra aux yeux noirs travaillant pour le Jewish Underground. Le film figure dans la sélection officielle de la Palme d'or au Festival de Cannes 1955. Elle joue ensuite face à Virna Lisi et Serge Reggiani dans le film italien La donna del giorno (La Femme du jour) de Francesco Maselli, en 1957.

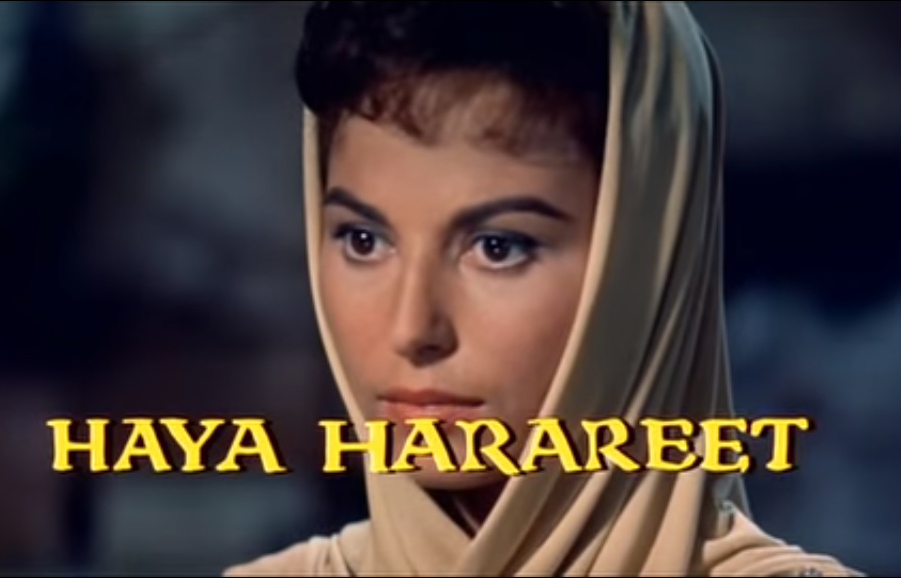
Haya Harareet dans Ben Hur

Haya Harareet est surtout connue pour son rôle d'Esther, esclave affranchie, donnant la réplique à Charlton Heston dans le film classique et couvert d'Oscars Ben-Hur de William Wyler, en 1959 - réalisateur qu'elle avait rencontré au festival de Cannes. Elle est le seul membre de la distribution qui venait d'Israël, le lieu d'origine de l'histoire de Ben Hur, indiqué « Judée ». Le magazine américain Variety salue sa performance dans le film.
Par la suite, elle joue dans des productions moins prestigieuses comme le film italien de Francesco Maselli La donna del giorno (La Femme du jour) en 1957, The Lost Kingdom (en français : L'Atlantide) avec Jean-Louis Trintignant où elle figure la reine Antinea en 1961, Scotland Yard contre X en 1961 avec Stewart Granger.
Le 9 mai 1960, François Chalais l'interviewe en français sur La Croisette à Cannes.
Elle devient coscénariste du film Chaque soir à neuf heures d'après le roman éponyme de Julian Gloag, où joue Dirk Bogarde, en 1967.

### Vie privée

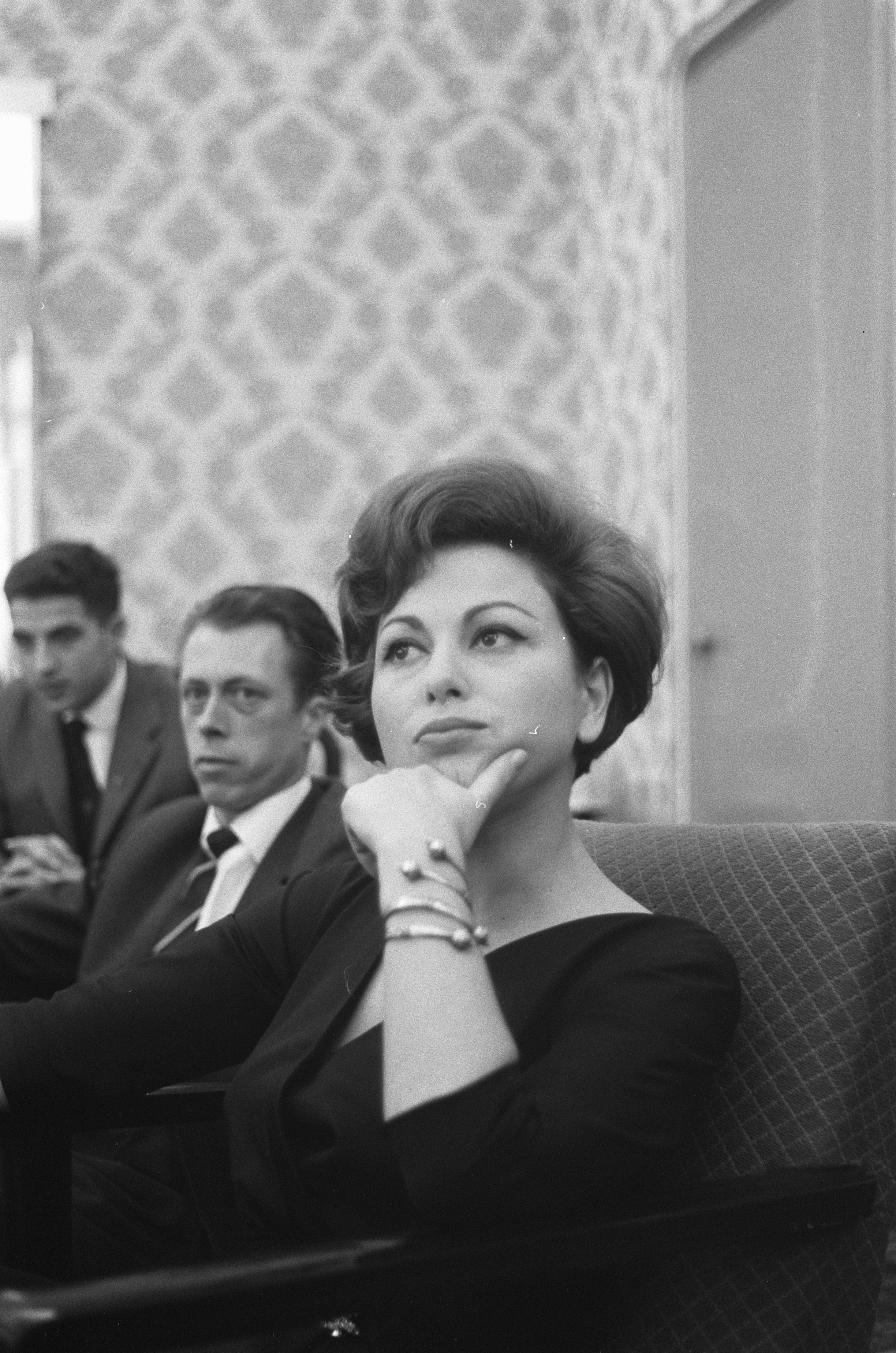
À Amsterdam, le 7 octobre 1960.

Haya Harareet s'est mariée une première fois avec Nachman Tsrevnitzer, un ingénieur israélien, producteur de films et membre de longue date du Parti communiste jusqu'en 1958. Harareet elle-même avait quitté le parti en 1956. Les époux vivent à Tel Aviv et divorcent dans les années 1960.
Après avoir terminé son contrat de quatre ans avec MGM, Haya Harareet s'installe en Grande-Bretagne après avoir rencontré un Anglais. En 1984, elle se marie dans le district de Wycomb avec le réalisateur britannique Jack Clayton (né en 1921), auteur notamment du film Les Chemins de la haute ville et reste à ses côtés jusqu'à sa mort en 1995.
Ensuite, Haya Harareet a vécu seule dans le Buckinghamshire en Angleterre.
Outre l'hébreu, elle parle couramment l'anglais , le français et l'italien.

## Filmographie

### Actrice

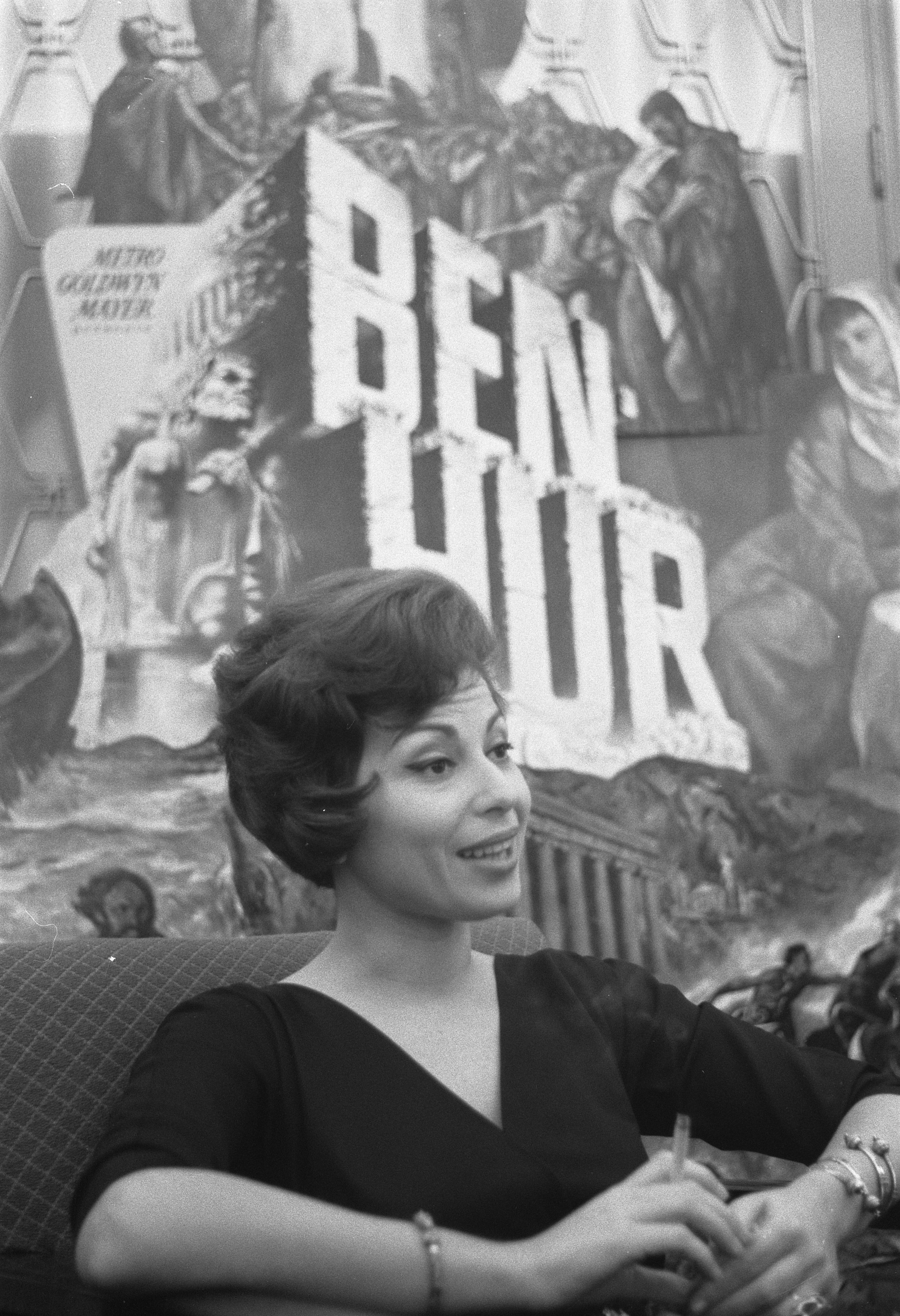
Haya Harareet pendant une conférence de presse à Amsterdam, le 7 octobre 1960

- 1955 : La colline 24 ne répond plus (en hébreu : Giv'a 24 Eina Ona) : Miriam Miszrahi
- 1957 : La Femme du jour (La Donna del giorno) : Anna
- 1959 : Ben-Hur : Esther
- 1961 : Scotland Yard contre X (The Secret Partner)  de Basil Dearden : Nicole Brent
- 1961 : L'Atlantide : la reine Antinea
- 1962 : Légions impériales (La leggenda di Fra Diavolo) : Fiamma
- 1962 : Les Internes (The Interns) : Dr Madolyn Brockner, ou Mado
- 1964 : L'ultima carica de Leopoldo Savona : Claudia
- 1974	: My Friend Jonathan [court métrage]

### Scénariste
- 1967 : Chaque soir à neuf heures (Our Mother's House)